# Китроска катедрала
Китроска катедрала (на гръцки: Επισκοπικός Ναός Κίτρους) е православна църква в развалини в античния и средновековен град Пидна (Китрос).

## История
Базиликата е построенна в Късната античност – VI век. В X век е опожарена при превземането на крепостта от българския цар Симеон I между 913 и 924 година. На нейно място в края на X век е изградена великолепна базилика от преходен тип с купол и парапет, с размери 23,20 × 16,60 m, която е украсена с мозайки, фрески и забележителни скулптури и е епископската катедрала на Китроската епископия.
В 1984 година храмът е обявен за защитен паметник на културата заедно с крепостта и венецианската кула.